# Dariusz Trela
Dariusz Trela (ur. 5 grudnia 1989 w Krakowie) – polski piłkarz występujący na pozycji bramkarza. W trakcie swojej kariery reprezentował też barwy Piasta Gliwice, Wisły Kraków, Niecieczy, IKS-u Olkusz, OKS-u Brzesko, GKS-u Bełchatów oraz Bruk-Bet Termalica Nieciecza.

## Sukcesy

### Piast Gliwice
- Mistrzostwo I ligi: 2011/2012